# 지수 분포
지수분포(指數分布, 영어: exponential distribution)는 연속 확률 분포의 일종이다. 사건이 서로 독립적일 때, 일정 시간 동안 발생하는 사건의 횟수가 푸아송 분포를 따른다면, 다음 사건이 일어날 때까지 대기 시간은 지수분포를 따른다. 이는 기하분포와 유사한 측면이 있다.

## 특징

### 확률 밀도 함수
지수분포의 확률 밀도 함수는
{\displaystyle f(x;\lambda )={\begin{cases}\lambda e^{-\lambda x}&x\geq 0\\0&x<0\end{cases}}}
로 정의된다. 단위 계단 함수를 이용해 정의하면,
{\displaystyle f(x;\lambda )=\lambda e^{-\lambda x}H(x)}
가 된다. 여기서 λ은 빈도를 나타내는 모수이며, 확률변수 X는 [0, ∞)에서 정의된다.

### 누적 분포 함수
지수분포의 누적 분포 함수는
{\displaystyle F(x;\lambda )={\begin{cases}1-e^{-\lambda x}&x\geq 0\\0&x<0\end{cases}}}
혹은
{\displaystyle F(x;\lambda )=(1-e^{-\lambda x})H(x)}
이다.

## 성질

### 기댓값과 분산
확률변수 X가 빈도 λ를 모수로 갖는 지수분포를 따른다면, 기댓값은
{\displaystyle {\mbox{E(}}X{\mbox{)}}={\frac {1}{\lambda }}}
으로 단위 시간당 사건이 λ회 발생한다면, 사건 사이에 평균적으로 1/λ시간만큼 기다릴 것이라는 것을 의미한다. 분산은
{\displaystyle {\mbox{Var(}}X{\mbox{)}}={\frac {1}{\lambda ^{2}}}}
이다.

## 같이 보기
- 푸아송 분포
- 라플라스 분포